# Ibbin
Ibbin (arab. أبين) – wieś w Syrii, w muhafazie Aleppo, w dystrykcie Afrin. W 2004 roku liczyła 1142 mieszkańców.